# Divojački vašar
Divojački vašar je tradicionalni običaj somborskih bunjevačkih Hrvata. Danas ga organizira HKUD Vladimir Nazor iz Sombora.
U prošlosti obično se organizirao na blagdan ili oko blagdana svetog Franje (4. listopada). Vremenom se bio izgubio. Divojački vašar bio je klasična igranka. Okupljao je sve generacije iz jedne kuće. Na Vašaru su "majke i mame" sjedile strane, mladi plesali, a djeca se ugledala na starije djevojke i momke pa su i oni na na ovakvim igrankama učili svoje prve plesne korake. Pomalo grub običaja je nastao zbog prvih ljubavi koje su nastajale upravo na ovakvim okupljanjima i tu se "meldovalo", biralo, gledalo.
Divojački vašar u stara je vremena odražavao ondašnji način života, bez današnjih suvremenih sredstava komunikacije. Tijekom tjedna ljudi su išli na tržnicu, nedjeljom na misu, a poslije šetnje korzom kući. Igranke su zbiližavale mladež pa su oko dana sv. Franje priređivani divojački vašari na kojima se znalo da će se djevojke najljepše obući, i to obično u novo ‘ruvo’, a i momci su se također ponavljali.
Običaj je obnovljen u nekoliko navrata, ali bi brzo akcija stala. Poslije višegodišnje stanke održan je 1988. godine, pa 1993. i 1994. godine te 1997. godine. Nakon stanke duže od desetljeća organizirao ga je Klub ljubitelja biljaka "Za sreću veću" 2001. i 2012. godine, čija je predsjednica tad bila Klara Karas Šolaja. Od tada se održava svake godine. Klub djeluje pri HKUD Vladimir Nazor iz Sombora. Prvi obnovljeni Divojački vašar održao se u Hrvatskom domu u Somboru. Na vašaru uz završnu igranku i tamburaše, prikazana je revija frizura, džegi i marama. Na reviji su prikazane očuvane stare nošnje iz Vajske, Plavne, Sonte, Monoštoraa, Berega, Sombora, Lemeša, salaša iz okolice Sombora. Sudionicima se dodjeljuje nagrade za najljepšu bunjevačku nošnju i za naljepšu šokačku nošnju, o čemu odlučuje publika koja glasuje za najljepšu nošnju. Nagrade je uručio predsjednik HKUD-a »Vladimir Nazor« Mata Matarić.

## Vanjske poveznice
- ZKVH  Arhivirana inačica izvorne stranice od 8. kolovoza 2020. (Wayback Machine) Vijesti iz zajednice. "Divojački vašar" u Hrvatskom domu u Somboru, 5. studenoga 2017.